# دانق آتارتپه (ب)
دانق آتارتپه (ب) مربوط به عصر آهن است و در شهرستان گنبد کاووس، بخش مرکزی، روستای سارجه کر واقع شده و این اثر در تاریخ ۱۰ خرداد ۱۳۸۲ با شمارهٔ ثبت ۸۸۰۰ به‌عنوان یکی از آثار ملی ایران به ثبت رسیده است.